# Göran Söllscher

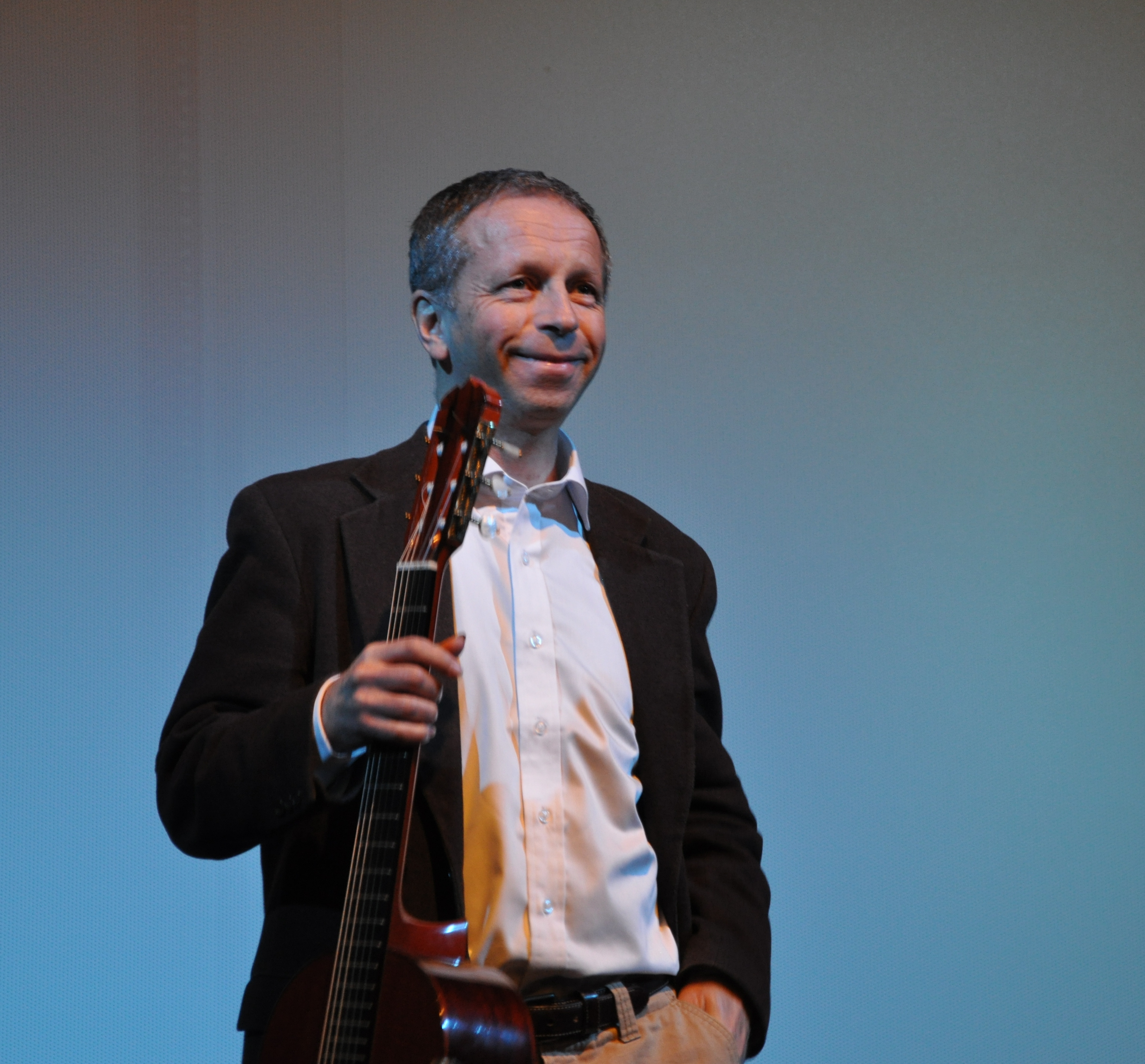
Göran Söllscher

Göran Söllscher (* 31. Dezember 1955 in Växjö) ist ein schwedischer klassischer Gitarrist.

## Leben
Göran Söllscher wuchs in Kalmar auf und bekam mit sieben Jahren Gitarrenunterricht. Er besuchte von 1975 bis 1977 das Konservatorium in Malmö und von 1976 bis 1979 das Königliche Konservatorium in Kopenhagen. 1978 gewann er einen der angesehensten Gitarrenwettbewerbe der Zeit, den Concours International de Guitare in Paris und bekam daraufhin von der Deutschen Grammophon einen Plattenvertrag angeboten. Mit zwei Ausnahmen veröffentlichte Söllscher in der Folge ausschließlich bei diesem Label.
Seit 1992 ist Söllscher Mitglied der Königlich Schwedischen Musikakademie, seit 1993 lehrt er als Professor an der Universität Lund in Malmö.
Göran Söllscher studierte bei Per-Olof Johnson (1928–2000), der unter anderem eine elfsaitige Altgitarre von Georg Bolin spielte. Auch Söllscher benutzt ein solches elfsaitiges Instrument, insbesondere für barocke Lautenmusik.
Söllscher spielt begeistert Golf und teilt diese Leidenschaft mit David Russell ("Ich glaube, wir haben bisher noch nie ein Wort über das Gitarrespielen geredet. Hingegen haben wir viel über Golf geredet.")
Ein von Erland von Koch komponiertes und 1982 fertiggestelltes Konzert für Gitarre und Orchester ist Göran Söllscher gewidmet und wurde von diesem in Göteborg uraufgeführt.

## Diskographie
- Cavatina, Deutsche Grammophon, April 2008
- Pachelbel: Canon and Gigue mit dem Orpheus Chamber Orchestra, Festival Strings Lucerne, Deutsche Grammophon, Juli 2007
- Reverie, mit Jian Wang (Cello), Deutsche Grammophon, June 2007
- Weekend Classics, A Baroque Guitar Weekend mit Narciso Yepes and Andrés Segovia, Deutsche Grammophon, Mai 2006
- Renaissance Album, Deutsche Grammophon, Oktober 2005
- Eleven-String Baroque, Deutsche Grammophon, Juni 2004
- Bach Suites, mit Shlomo Mintz (Violine) und Mischa Maisky (Cello), Deutsche Grammophon, September 2003
- Rodrigo, Albéniz, Mangoré, Deutsche Grammophon, März 2003
- The Four Seasons, Deutsche Grammophon, Februar 2003
- Schubert for Two, mit Gil Shaham (Violine), Deutsche Grammophon, Januar 2003
- Essential Guitar, 24 Guitar Masterpieces, London/Decca, August 2002
- The Beatles: From Yesterday to Penny Lane, Deutsche Grammophon, September 2000
- Takemitsu: I Hear the Water Dreaming, mit dem BBC Symphony Orchestra, Andrew Davis, Deutsche Grammophon, April 2000
- Preludes, Songs, Homages, Deutsche Grammophon, März 1999
- Piazzolla for Two, mit Patrick Gallois (Flöte), Deutsche Grammophon, Oktober 1996
- New Swedish Music for Guitar, Caprice, November 1996
- The Beatles: Here, There and Everywhere, Deutsche Grammophon, September 1995
- Bach, Four Suites for Lute, Deutsche Grammophon, August 1995
- Paganini for Two, mit Gil Shaham (Violine), Deutsche Grammophon, December 1993
- Schubert: Quartet for Flute, Viola, Guitar, and Violoncello, Deutsche Grammophon, September 1993
- Rossini: Il Barbiere di Siviglia, Deutsche Grammophon, September 1992
- Bach - Transcriptions for Solo Guitar, Deutsche Grammophon, April 1992
- Rodrigo: Concierto de Aranjuez, mit dem Orpheus Chamber Orchestra, Deutsche Grammophon, März 1990
- Bach: Works for Lute, Deutsche Grammophon, September 1988
- Fernando Sor: Fantaisies, Variations, Largo, 2 Minuets, Deutsche Grammophon, 1987
- Vivaldi: Concerti, Deutsche Grammophon, Oktober 1985
- Works for Guitar, Deutsche Grammophon, 1980